# Prix suprême national de science et technologie
Le Prix suprême national de science et technologie (en chinois : 国家最高科学技术奖), parfois connu sous le nom de Prix Nobel chinois, est la plus haute distinction scientifique décerné par le président de la république populaire de Chine à des scientifiques travaillant en Chine.
Le prix est décerné tous les mois de janvier, et fait partie de l'un des 5 prix d'État de science et technologie (en).

## Lauréats

### Années 2000
- 2000 : Yuan Longping - agronome
- 2000 : Wu Wenjun - mathématicien
- 2001 : Wang Xuan - informaticien
- 2001 : Huang Kun - physicien
- 2002 : Jin Yilian - informaticien[1]
- 2003 : Liu Dongsheng - géologue
- 2003 : Wang Yongzhi - ingénieur aérospatial
- 2004 : Non décerné
- 2005 : Ye Duzheng - météorologiste
- 2005 : Wu Mengchao - chirurgien
- 2006 : Li Zhensheng - généticien
- 2007 : Min Enze - ingénieur pétrochimique
- 2007 : Wu Zhengyi - biologiste
- 2008 : Wang Zhongcheng - neurologiste
- 2008 : Xu Guangxian - chimiste
- 2009 : Gu Chaohao - mathématicien
- 2009 : Sun Jiadong - ingénieur de satellite

### Années 2010
- 2010 : Shi Changxu
- 2010 : Wang Zhenyi - physiologiste
- 2011 : Xie Jialin - physicien
- 2011 : Wu Liangyong - architecte
- 2012 : Zheng Zhemin - physicien
- 2012 : Wang Xiaomo - ingénieur radar
- 2013 : Zhang Cunhao -  chimiste
- 2013 : Cheng Kaijia - physicien nucléaire
- 2014 :  Yu Min -  physicien nucléaire
- 2015 : Non décerné
- 2016 : Zhao Zhongxian - physicien
- 2016 : Tu Youyou - chimiste, pharmacien
- 2017 : Wang Zeshan - spécialiste en explosif[2]
- 2017 : Hou Yunde - virologiste
- 2018 : Liu Yongtan - expert en technologie radar
- 2018 : Qian Qihu - expert en protection militaire
- 2019 : Huang Xuhua - ingénieur de sous-marin nucléaire

- 2019 : Zeng Qingcun - météorologue

- 2020 : Gu Songfen - aérodynamicien
- 2020 : Wang Dazhong - ingénieur de réacteur nucléaire